# Autobank
Autobanken sind Konzernbanken, die sich mit der Finanzierung von Kraftfahrzeugen befassen.

## Aufgaben
Kraftfahrzeuge gehören zu den teuersten Konsumgütern und werden häufig auf Kredit gekauft. Viele Automobilhersteller sind Eigentümer von Banken, die ausschließlich Fahrzeuge finanzieren, die von ihnen produziert worden sind. Man nennt sie auch konzerngebundene (englisch captive) Autobanken. Sie betreiben Absatzfinanzierung für Autohändler und Endkunden.
Endkunden können einen Konsumkredit aufnehmen oder ihr Fahrzeug  leasen.
Autohändler sind als Groß- und Einzelhandel zwischen Kraftfahrzeughersteller und Kunden geschaltet und können ihren Finanzierungsbedarf bei Autobanken decken.
Im Bereich der Finanzierung von Kraftfahrzeugen halten die Autobanken große Marktanteile. Bei Kreditverträgen ist als Kreditsicherheit die Sicherungsübereignung von Kraftfahrzeugen üblich. Es kann davon ausgegangen werden, dass die Beleihungsgrenzen bei der Beleihung von gängigen Kraftfahrzeugen maximal 50 % des Kaufpreises nicht überschreiten. Dieses Geschäft wird vor allem dadurch gefördert, dass die Autohersteller Rabatte dadurch gewähren, dass ihre Autobank Ratenkredite zu günstigen Konditionen anbietet. Autobanken befassen sich auch mit der Vermarktung von Wartungs-, Garantie- und Versicherungsleistungen.

## Geschichte
Im Januar 1917 erhielt das US-Unternehmen Commercial Investment Trust ein Patent für einen „Auto-Finanzierungs-Plan für den Großhandel“ und begann mit der Autofinanzierung zunächst von Rennwagen. Als erste herstellereigene Autobank entstand am 22. Februar 1926 die Ford Credit Company AG (heute Ford Bank) in Berlin. Sie sollte breiten Bevölkerungsschichten den Kauf eines Autos ermöglichen. Autos waren damals für die meisten Konsumenten noch unerschwinglich, und klassische Banken waren zur Finanzierung zunächst nicht bereit. Durch die Gründung kam es erstmals zur Trennung zwischen Warenproduktion und Absatzfinanzierung. Im Jahr 1930 änderte sie ihren Firmennamen in „Credit AG für Ford Fahrzeuge“. 1932 zog sie nach Köln um, wo 1931 in einem neugebauten Werk  die Produktion des Modell A begonnen hatte.
1938 setzte sie 74 Millionen Reichsmark um. 1962 überschritt der Umsatz der Ford Bank die Grenze von 1 Milliarde DM, 1977 nahm sie die Leasingfinanzierung auf.
Inzwischen entstanden 1929 die Fiat Kredit Bank GmbH (seit 1933 Fiat Bank GmbH) und die Opel Bank. Es folgten im August 1949 die Volkswagen Bank und in Köln die Renault Bank (jetzt Renault-Credit-Bank), 1971 die BMW Bank, 1973 folgte Peugeot mit der „P. A. Creditbank“, 1987 die Mercedes-Benz Bank und Seat Kreditbank und 1988 Toyota Kreditbank Köln. Die Volkswagen Bank stieg im Jahr 1990 in das Direktbankgeschäft ein. Das Kreditvolumen aller deutschen Autobanken betrug im Dezember 1992 insgesamt 33,5 Milliarden DM. Köln war und ist der Unternehmenssitz vieler Autobanken.
Inzwischen kam 1985 die Finanzinnovation des Ballonkredits (englisch balloon loan) auf den Finanzmarkt, der durch Ford und General Motors erstmals angeboten wurde. Am Ende der Kreditlaufzeit verbleibt bei diesem Ratenkredit eine im Voraus kalkulierte Restschuld, die mit dem Restwert beim Leasing vergleichbar ist. Die höchste Tilgungsrate ist zum Ende der Kreditlaufzeit fällig („Ballon“). Diese Restschuld entspricht wie der Restwert beim Leasing dem erwarteten Verkehrswert des Fahrzeugs.
In Österreich bietet die AutoBank AG Bankdienstleistungen an. Sie entstand 1995 durch Umfirmierung der 1978 gegründeten Auto-Handels- und Leasing Bank AG.
Jüngste ist die 1998 gegründete Honda Bank, größte ist die VW Bank. Im Jahr 2016 wurden dem Branchenverband Banken der Automobilwirtschaft (BDA) zufolge rund 75 % aller Pkw-Neuzulassungen in Deutschland über Leasing- und Finanzierungsmodelle finanziert, was einem Kreditvolumen von jährlich rund 60 Milliarden Euro entspricht. Der Vertragsbestand bei Autobanken lag bei 113 Milliarden Euro. Kunden, die ihr Fahrzeug finanziert oder geleast haben, nutzen es durchschnittlich 4,5 Jahre, Barzahler hingegen 6,2 Jahre.

## Organisation
Autobanken werden in der Rechtsform einer Kapitalgesellschaft (meist Aktiengesellschaft oder Gesellschaft mit beschränkter Haftung) geführt und befinden sich als Tochtergesellschaft im Mehrheitsbesitz der jeweiligen Autohersteller. Die in Deutschland tätigen, herstellergebundenen Autobanken haben sich in der Dachorganisation Banken der Automobilwirtschaft (BDA) zusammengeschlossen.
Autobanken sind meist als Direktbanken ohne eigenes Filialnetz aufgestellt. Sie bieten nur spezielle Finanzdienstleistungen einer bestimmten Kundengruppe an, gehören also bankbetrieblich zu den Spezialbanken. Die Refinanzierung der Autobanken erfolgt meist außerhalb des Konzerns durch Emission von Schuldverschreibungen, Interbankenhandel und Kundeneinlagen.

## Bekannte Autobanken (außer den im Text erwähnten)
- Banque PSA Finance S. A. Niederlassung Deutschland
- FCA Bank
- Toyota Kreditbank GmbH
- Volkswagen Bank (VW Bank)
  - Audi Bank
  - Seat Bank
  - Škoda Bank
- AutoBank AG